# 北亨普斯特德鎮
北亨普斯特德鎮（英語：North Hempstead）是美國紐約州長島拿索郡的三個城鎮之一。根據2020年美國人口普查的數據顯示，該鎮總人口為人口為237,639人。該鎮總面積為69.16平方英里（179.14平方公里）。

## 歷史
1643年左右，歐洲人首先在該地區定居，該地區並成為亨普斯特德鎮的一部分。美國獨立戰爭期間，亨普斯特德的南部地區之居民主要是效忠派，而北部地區的居民則支持革命。 戰爭結束後，北亨普斯特德鎮於1784年從亨普斯特德分離。
北亨普斯特德鎮由30個建制村莊組成，還有一些不屬於村莊的非建制地區；這些地區由北亨普斯特德鎮管轄。